# والي محمد والي
والي محمد والي (بالأردية: ولی محمد ولی؛ بالإنجليزية: Wali Mohammed Wali) هو شاعر هندي بارز من القرن السابع عشر، يُعد من رواد الشعر الأردي، وُلد عام 1667 في أورنك آباد وتوفي عام 1707 في أحمد آباد. ويُعرف في الأوساط الأدبية بلقب والي دكني، نسبة إلى منطقة دكن (الجنوب الهندي)، ويُعتبر أول شاعر كبير يستخدم الأردية في نظم الغزل على نطاق واسع، مما جعله "أبا الغزل الأردي".

## الخلفية والنشأة
ولد والي في مدينة أورنك آباد في إقليم دكن، في ظل حكم الإمبراطورية المغولية، وتربى في بيئة دينية وأدبية صوفية. تعلّم اللغة الفارسية منذ صغره، وكانت في ذلك الوقت لغة الثقافة والأدب في الهند، ثم بدأ في كتابة الشعر بالأردية، وكان من أوائل الشعراء الذين عبّروا عن المشاعر والأفكار باللغة المحلية الدكنية بأسلوب غزلي مؤثر وسلس.

## الرحلة إلى دهلي
قام والي محمد والي برحلة إلى شمال الهند، وزار العاصمة المغولية دهلي في أوائل القرن الثامن عشر. أثارت قصائده إعجاب الأدباء المحليين هناك، وكان لها تأثير بالغ في تطوّر الشعر الأردي في الشمال. ومن خلال أسلوبه، جذب انتباه شعراء دهلي الذين كانوا يكتبون بالفارسية، ودفعهم للكتابة بالأردية، ومن بينهم سراج أورنك آبادي وشاه حاتم.
- أحدث تأثير والي تحوّلًا أدبيًا مهمًا من الشعر الفارسي إلى الشعر الأردي.
- رسّخ مكانة اللغة الأردية كلغة شعرية مكتملة، قادرة على التعبير عن الأحاسيس بنفس فخامة الفارسية.
- يُنسب إليه إدخال مفاهيم محلية وثقافية هندية في شعر الغزل.

## الشعر والأعمال
كتب والي قصائد غزلية ذات طابع عاطفي وصوفي، تمزج بين التجربة الشخصية والتعبير الوجداني. وقد كتب كذلك قصائد مدح ورباعيات وقصائد صوفية.
- اعتمد على الصور البلاغية الفارسية لكنه صاغها بلغة سهلة ومباشرة.
- استخدم موضوعات الحب الإلهي والدنيوي في توازن شعري فريد.
- ديوانه الشعري "دیوانِ والی" يُعد من أقدم دواوين الشعر الأردي التي حُفظت وتناقلتها الأجيال.

## الإرث والتأثير
يمثّل والي محمد والي نقطة البداية الفعلية للشعر الأردي الكلاسيكي، وقد ألهم أجيالًا من الشعراء الذين أتوا بعده، أبرزهم:
- مير تقي مير
- سراج أورنك آبادي
- ميرزا غالب (لاحقًا)

أصبح والي رمزًا من رموز الشعر الأردي الكلاسيكي، وكرّمه الباحثون لاحقًا كأول من شرّع الباب أمام الأردية لتكون لغة أدبية رفيعة المستوى.

## الوفاة
توفي والي محمد والي عام 1707 في مدينة أحمد آباد، ويُعتقد أن قبره كان موجودًا في المدينة، لكنه تعرّض للضرر في أحداث لاحقة. ومع ذلك، فإن إرثه الشعري لا يزال حاضرًا في ذاكرة الأدب الأردي حتى اليوم.